# Muzambinho (ort)
Muzambinho är en ort i Brasilien.   Den ligger i kommunen Muzambinho och delstaten Minas Gerais, i den sydöstra delen av landet, 600 km söder om huvudstaden Brasília. Muzambinho ligger 1 044 meter över havet och antalet invånare är 16 253.
Terrängen runt Muzambinho är varierad, och sluttar norrut. Det finns inga andra samhällen i närheten.
Omgivningarna runt Muzambinho är huvudsakligen savann. Runt Muzambinho är det ganska glesbefolkat, med 47 invånare per kvadratkilometer.